# Коронограф
Коронограф (от лат. corona — венец) — телескоп, позволяющий наблюдать солнечную корону вне затмений.

## Условия наблюдений
Известно, что солнечная корона излучает много слабее, чем диск Солнца, поэтому невооружённым глазом её можно увидеть только при полном солнечном затмении, когда диск Солнца заслонён Лунным диском.
На первый взгляд, проблему наблюдений солнечной короны можно решить просто — при наблюдениях в телескоп достаточно закрыть путь лучей, идущих от диска Солнца, «искусственной Луной», и поставить красный светофильтр, срезающий яркий фон неба. Однако такое решение не позволит наблюдать корону. Всё дело в том, что рассеянный свет в оптике телескопа создаёт ореол, полностью забивающий слабое свечение Солнечной короны. Значительная часть ореола возникает из-за дифракции света на оправе объектива. Интенсивность этого дифрагированного света составляет порядка десятых долей процента от яркости самого Солнца, но даже эта ничтожная величина примерно в 300 раз ярче свечения Солнечной короны.

## Коронограф Лио́

Схема коронографа Лио́:
1) Однолинзовый объектив.
2) Экран 'Искусственная луна'.
3) Линза поля.
4) Диафрагма Лио́.
5) Вторичный объектив.
6) Приёмник излучения.
7) Зеркало.

В 1931 году французский оптик-экспериментатор Бернар Лио (1897—1952) создал внезатменный коронограф (см. схему). Для его постройки он взял простой однолинзовый объектив. После него идёт экран, затмевающий изображение Солнца в фокусе (по понятным причинам, его называют «искусственной Луной»). Часто в качестве «искусственной Луны» используют зеркало (для уменьшения перегрева), а отражённый световой поток выводят из трубы. Далее в схеме стоит линза поля, которая собирает лишь слабый рассеянный свет и строит изображение объектива на диафрагме, с отверстием, меньшим, чем изображение объектива. Часто эту диафрагму называют «Диафрагмой Лио́». Её отверстие позволяет срезать дифрагированный свет на краях объектива. И наконец, в схеме стоит второй объектив, строящий изображение солнечной короны. Далее уже может стоять какой-либо светоприемник (ПЗС-камера, спектрограф и др.)

## Звёздные коронографы
Коронографы используются не только для солнечных наблюдений, но и для других звёзд. К примеру, при поиске звёзд-компаньонов, экзопланет, для поиска различных структур вокруг звёзд и др.
Конструкции таких телескопов могут быть схожи с коронографом Лио, однако существуют и иные схемы, но во всех используется «искусственная Луна».

## Примеры коронографов

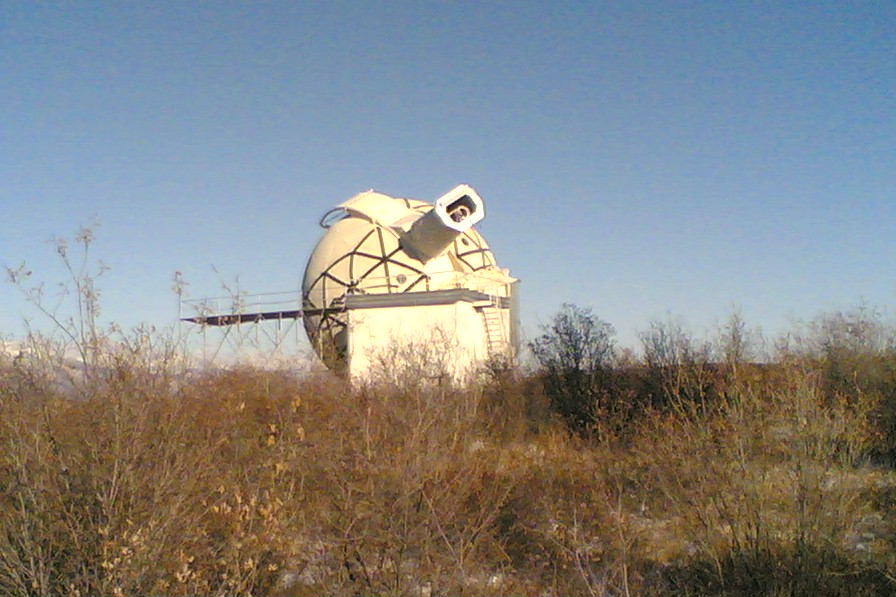
Коронограф системы Никольского с экваториальным куполом, Саянская солнечная обсерватория ИСЗФ СО РАН
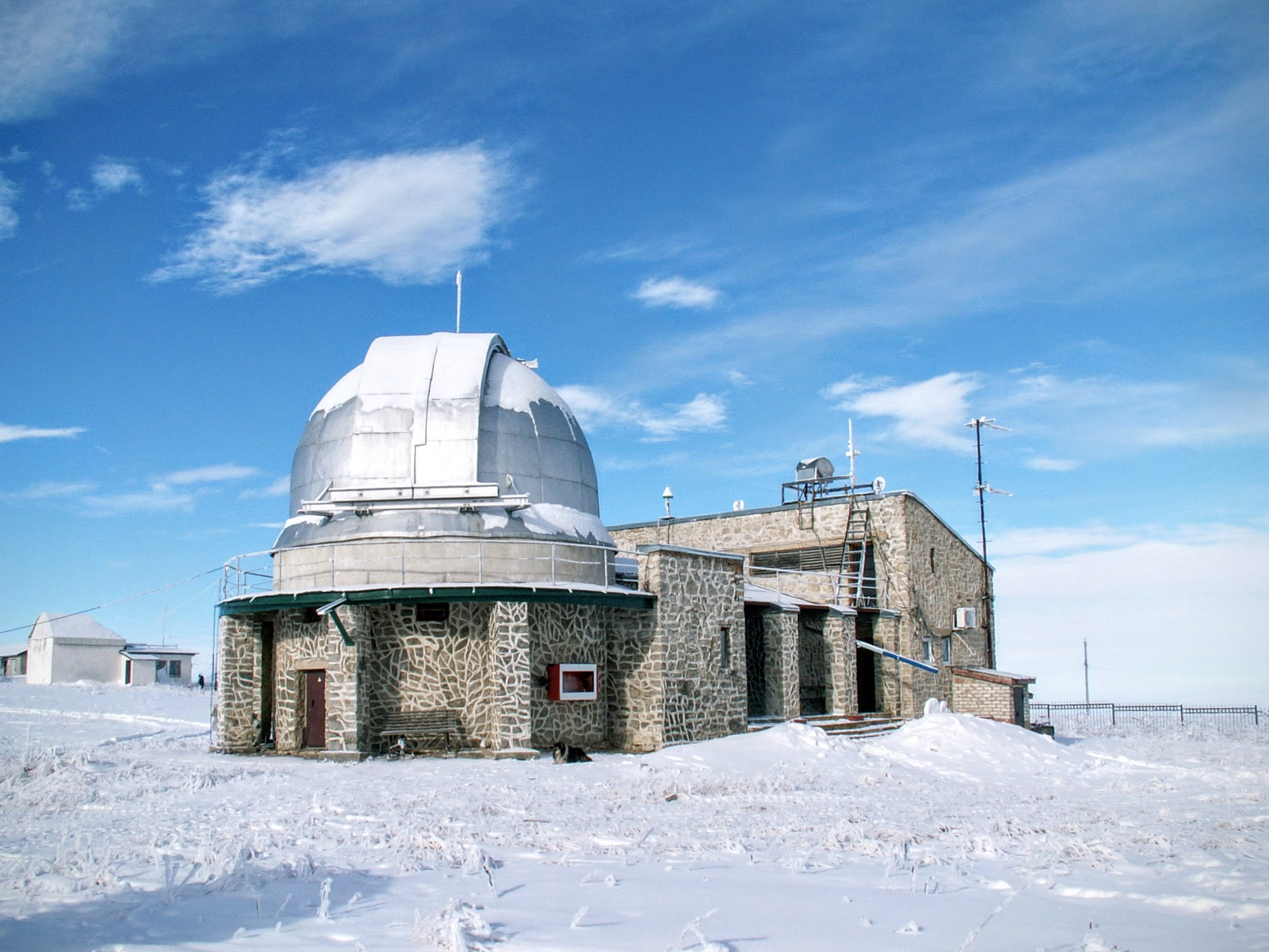
Малый внезатменный коронограф системы Лио, Кисловодская горная астрономическая станция

## Статьи
- http://arxiv.org/abs/astro-ph/0602292
- http://arxiv.org/PS_cache/arxiv/pdf/0706/0706.1739v1.pdf